# Carey McWilliams (Journalist)

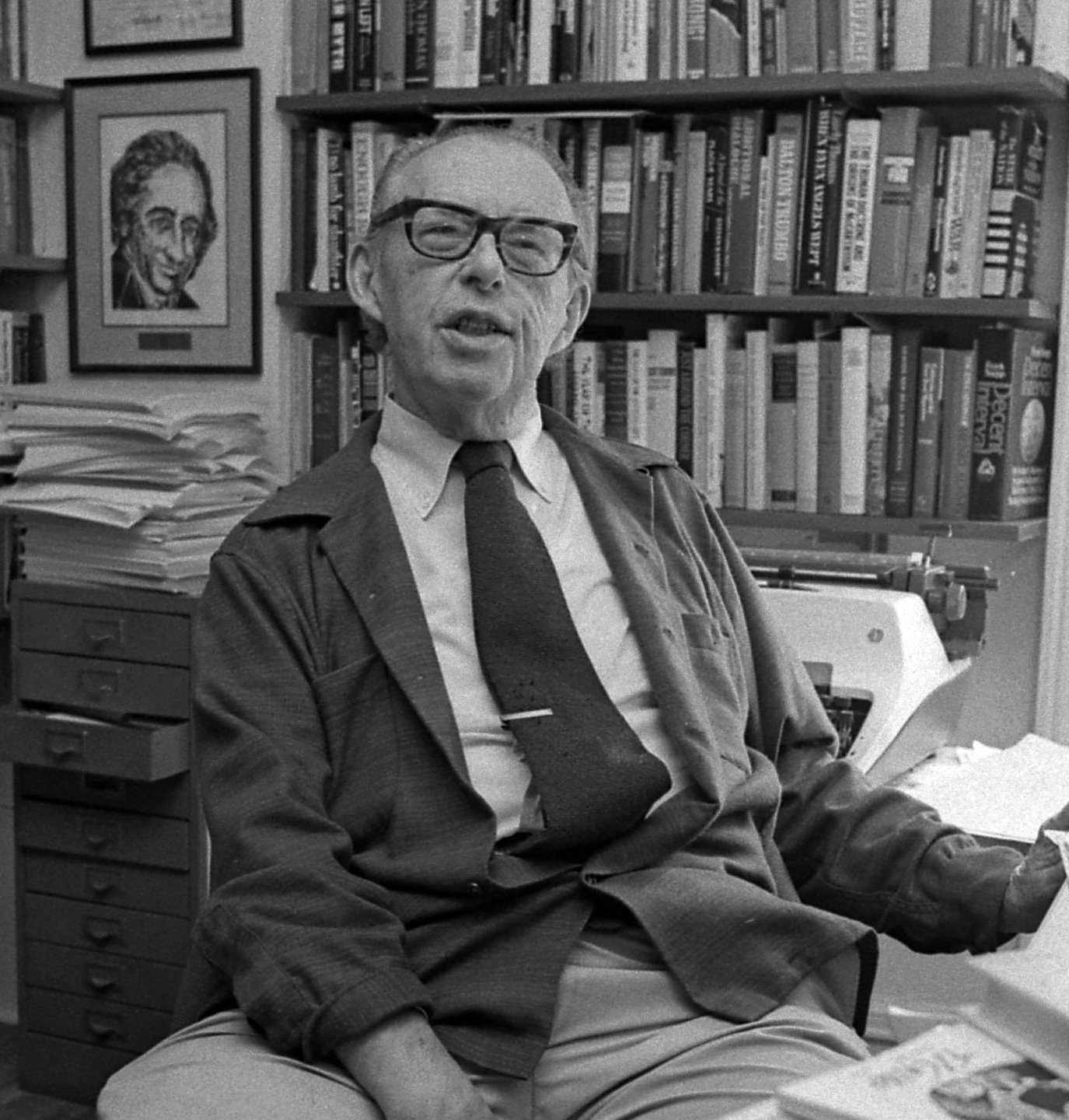
Carey McWilliams (1978)

Carey McWilliams (* 13. Dezember 1905 in Steamboat Springs, Colorado; † 27. Juni 1980 in New York City, New York) war ein US-amerikanischer Journalist, Herausgeber und Rechtsanwalt.
McWilliams ist vor allem durch seine Schriften zu sozialen Fragen in Kalifornien bekannt geworden. Beispiele sind die Lebens- und Arbeitsbedingungen von Wanderarbeitern, oder die Internierung von japanischen US-Bürgern in Lagern während des Zweiten Weltkrieges.
Zwanzig Jahre lang war er Herausgeber des Magazins The Nation. Sein Sohn Wilson Carey McWilliams (1933–2005) wurde als Professor für Politikwissenschaften an der Rutgers-Universität und als Autor bekannt.